# CD27-Antigen
CD27 antigen ist ein Oberflächenprotein aus der Gruppe der TNF-Rezeptoren.

## Eigenschaften
CD27 ist der Rezeptor für CD70 (synonym CD27L). Es wird von T-Zellen gebildet und hemmt die SIVA1-abhängige Apoptose. CD27 ist eine Cysteinprotease und ein Immun-Checkpoint. Es ist glykosyliert und phosphoryliert.
CD27 bindet an SIVA1, TRAF2 und TRAF3.
Der anti-CD27-Antikörper Varlilumab bindet an CD27 und wird zur Krebsimmuntherapie eingesetzt.